# Nathi Mthethwa
Emmanuel Nkosinathi (Nathi) Mthethwa (né le 23 janvier 1967 dans la province du Natal en Afrique du Sud) est un homme politique sud-africain, membre du congrès national africain (ANC), membre du parlement (depuis 2002), ministre de la sureté et de la sécurité (2008-2009), fonction qu'il reprend en 2009 dans le gouvernement Zuma en tant que ministre de la Police. Il est nommé ministre des Arts et de la Culture le 25 mai 2014 et exerce par intérim les fonctions de ministre des Services publics et de l’Administration du 16 mars au 23 septembre 2015.
Il conserve ses fonctions de ministre des Arts et de la Culture dans le gouvernement Ramaphosa nommé en 2018. Il est reconduit le 30 mai 2019 dans le gouvernement Ramaphosa II en tant que ministre des sports, des Arts et de la Culture. Il n'est pas reconduit lors du remaniement ministériel du 6 mars 2023.

## Biographie
Nathi Mthethwa a commencé sa carrière politique très jeune (15 ans) à Klaarwater dans la lutte syndicale anti-apartheid. Membre en 1988 de Food and Allied Workers Union (FAWU), il est élu secrétaire régional du congrès de la jeunesse sud-africaine (South African Youth Congress)  pour le Sud-Natal (1989) et président de la Southern Natal Unemployed Workers Union, une structure de la COSATU (1989). 
Après avoir été brièvement arrêté et détenu par les forces de police durant la période de l'état d'urgence décrétée dans les townships du Natal, il est élu en 1990 
au poste de secrétaire de l'ANC pour la branche de Klaarwater et devient secrétaire régional de la ligue de jeunesse de l'ANC pour le Sud-Natal. 
Membre du conseil exécutif national de la ligue de jeunesse de l'ANC dont il est le secrétaire à l'organisation (1994-2001), il entre à l'Assemblée nationale en 2002 où il préside la commission parlementaire sur les mines et l'énergie (2004-2008). 
En septembre 2008, il entre au gouvernement Motlanthe comme ministre de la sureté et de la sécurité. Il conserve ce poste, en tant que ministre de la police au sein du gouvernement Zuma (1989-204) avant d'être transféré au ministère des arts et de la culture après la réélection de Jacob Zuma (mai 2014).